# جوديث روش
جوديث روش (بالإنجليزية: Judith Roche)‏ هي كاتِبة وشاعرة أمريكية، ولدت في 9 سبتمبر 1941.